# 複小波變換
複小波變換是針對標準離散傅立葉轉換在複數上的延伸形式。事實上，複小波變換是一個二維的小波轉換，並且可以提供多尺度、有用的影像結構特性的分析。此外，他也具備了振幅不會隨著平移而改變的特性。然而，這種轉換具備了一個缺點，就是相對於原本的離散傅立葉轉換，會有多餘的 {\displaystyle 2^{d}}(這裡的{\displaystyle d}是指原始被傳遞訊號的維度)維度存在。
一般而言，複小波變換最早被使用是在1995年，由J.M.Lina和L. Gagnon，基於Daubechies正交濾波器的架構，用以進行影像處理。並於1997年被劍橋大學的Nick Kingsbury教授歸納出一個較為一般性的形式。 
在電腦視覺的領域中，人們可以藉由利用同時考慮區域影像的概念，快速的將目標集中存在人們有興趣的物件之區域上。然後，再使用複小波變換去計算隱含在圖像中額外的特性，這些特性對於整張圖像中或許是不必要的，但是對於精確的偵測及辨認小物件是有用的。同理，複小波變換亦可被應用在三維空間中，加上獨立成分分析，可以藉由貝斯資訊標準萃取出其中獨立的成分。

## 優點
- 具有高的可修改性，可以用來創建複雜的雙密度離散小波轉換:一個定向、移位不敏感的M維空間中有低冗餘(redundancy)的複數小波轉換
- 解決部分離散小波的缺陷
- 有可控制的額外項，這些額外的控制項可以用來平衡轉換的冗餘(redundancy)以及轉向的敏感度

## Dual-Tree 複小波變換
Dual-Tree複小波變換會利用兩個不同的複小波變換的解構，合成一個新的變換。此外，如果一個複小波變化的濾波器是特別設計(與另一個不同)，則單靠一個複小波變換是有可能同時有實數和虛數的係數。

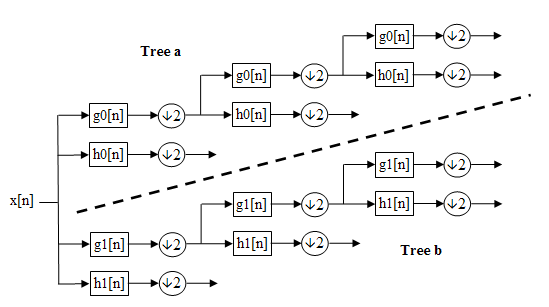
Block diagram for a 3-level DTCWT

使用Dual-Tree複小波變換可以提供額外的資訊方便分析，不過為此也要付出額外的計算資源。同時，如前所述，他也可以提供類平移不變性，所以仍然可以對訊號對完整的重建。
對於複小波變換的濾波器設計所需要具備的特性如下：
- 在兩個不同分支的低頻濾波器必須在取樣區間的一半內是不一樣的
- 重建濾波器可將分析過程反轉而得
- 全部的濾波器都是從同一個正交的集合得來
- a濾波器是b濾波器的反轉
- 兩個分支都有相同的頻率響應

## 外部連結
- An MPhil thesis: Complex wavelet transforms and their applications
- CWT for EMG analysis（页面存档备份，存于）
- Multidimensional, mapping-based complex wavelet transforms （页面存档备份，存于）